# دهستان کاخک
کاخک، دهستانی است از توابع بخش کاخک شهرستان گناباد در استان خراسان رضوی ایران.

## جمعیت
براساس سرشماری سال ۱۳۸۵جمعیت آن  ۳۰۵۲نفر (۱۱۱۸خانوار) بوده است. 